# 伊朗交通

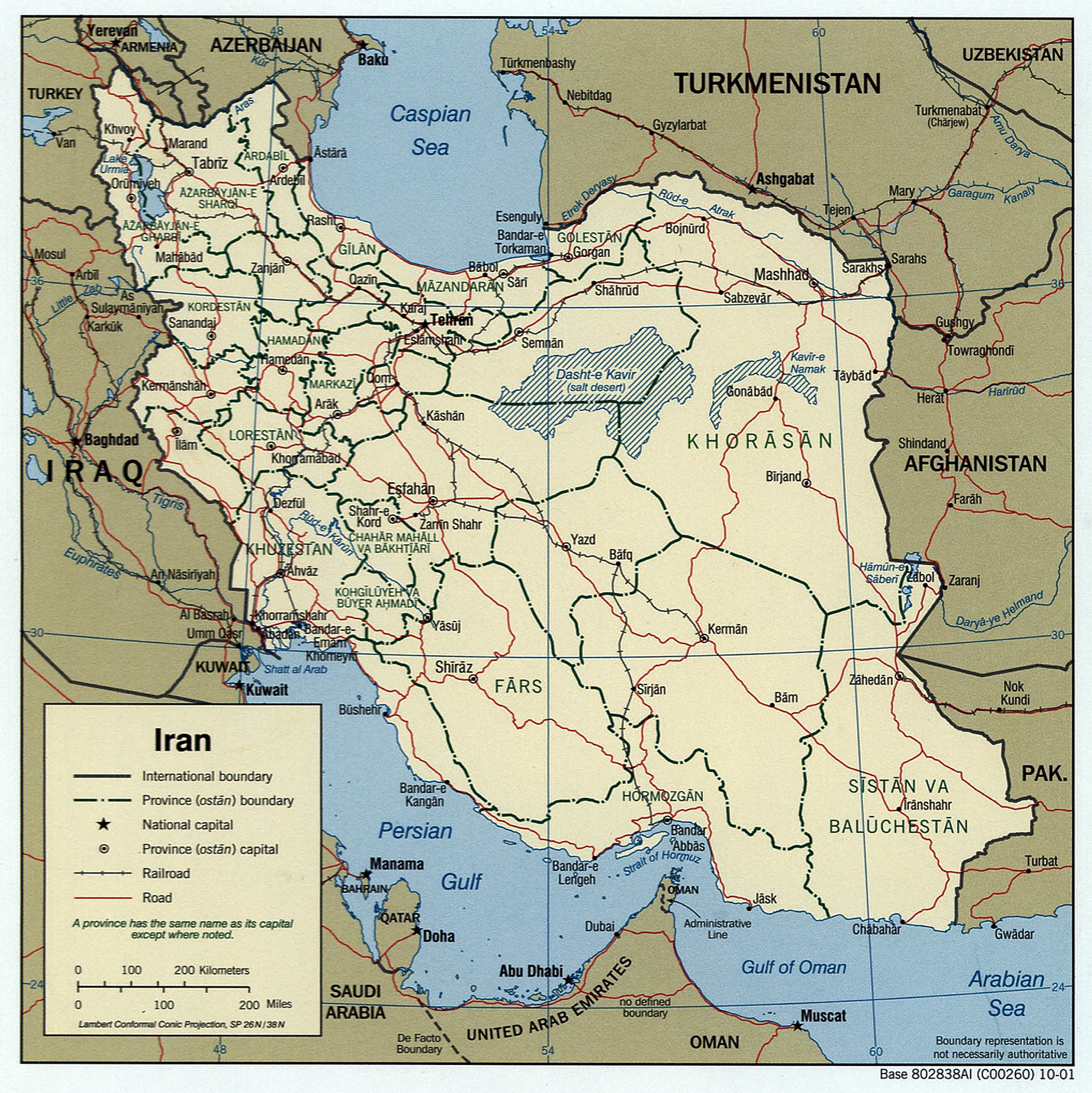
伊朗的主要道路和铁路交通图。德黑兰为伊朗交通和通信系统的樞紐。

此篇伊朗交通（英語：Transport in Iran）用來談論有關伊朗的交通近況。
伊朗擁有長遠的鋪砌道路，聯結到所有的大都市，也聯結到大部分的城鎮。迄公元2011年，這個國家擁有173,000公里（107,000英里）的道路，其中的73％擁有鋪砌的路面。在2008年，每1,000名的伊朗人中有近100輛乘用車。
伊朗的鐵路軌道長達11,106公里（6,942英里）。這個國家的主要入境口岸是在霍爾木茲海峽的阿巴斯港。進口貨物抵達伊朗後，由卡車和火車貨運列車分送到全國各地。德黑蘭及阿巴斯港之間的鐵路於1995年啟用，將阿巴斯港，經過德黑蘭，與中亞的馬什哈德連接起來。其他主要港口包括裏海的安扎利港和托爾卡曼港，以及波斯灣的霍拉姆沙赫爾和霍梅尼港。
數十個城市都有機場，為客運和貨運飛機服務。伊朗航空是國家航空公司，成立於1962年，經營國內和國際航班。所有大城市都有公共汽車的大眾運輸系統，並且有一些私人公司提供在城市之間的交通服務。就道路和航空路線而言，哈馬丹和德黑蘭這兩個城市擁有伊朗所有城市中最高的介數中心性和節點接近程度。
由於政府提供汽油價格的補貼（請參考伊朗經濟），伊朗的交通運輸價格便宜，但亦為政府國庫帶來巨大負擔（請參考伊朗政府補貼改善計劃），同時高度浪費的消費模式（請參考伊朗能源）造成經濟效率低下，亦有走私油品到鄰國（請參考伊朗2007年汽油配給計劃）和空氣污染（請參考伊朗環保議題）等問題 在2008年，在運輸相關事業工作的人員超過100萬，這個事業佔有伊朗國內生產總值（GDP）的9％。

## 伊朗道路與城市發展部
伊朗道路和城市發展部負責研究和確定交通運輸價格政策，並負責為申請設立交通運輸事業者核發許可證。此外，這個部負責在伊朗實施全面和綜合的運輸政策。截至2016年，外國對伊朗交通運輸業的直接投資計劃包括有5,600多公里的公路，745公里的高速公路，和近3,000公里的道路。這些，再加上其他項目，價值為250億美元（不包括價值500億美元的飛機採購）。 伊朗表示，它需要超過400億美元來完成258個尚未完成的重大運輸項目（2016年）。

## 鐵路

鐵路系統圖（2020年）

- 總計：11,106公里，[3]計劃到2025年將鐵路總長度，從2016年的13,500公里，增加到20,000公里。[7]
  - 標準軌距：公元2006年資料，8,273公里，（軌距 1,435毫米 = 4英尺8 1⁄2英寸），（其中146公里為電氣化）。
  - 寬軌距：94公里（軌距 1,676毫米 = 5英尺6英寸），連接到巴基斯坦鐵路系統。

有146公里的電氣化鐵路是從大不里士到焦勒法，根據伊朗鐵路電氣化資料，德黑蘭到馬什哈德鐵路電氣化工程招標已經完成。
與亞塞拜然和土庫曼兩國邊界聯繫的鐵路是使用稱為俄國軌距的鐵路系統，軌距為1,520毫米（即4英尺11 27⁄32英寸）；德黑蘭（2007年）在郊區使用標準軌軌距（1,435毫米）的電氣化軌道，長41公里。
伊朗大部分的交通運輸都利用公路系統。政府計劃通過鐵路，運送3.5％的旅客量，和8.5％的貨運量。廣泛的鐵路電氣化也在計劃中。根據相關政府部門的說法，鐵路網絡每年擴展約500公里。
中国企业已参与承建德黑兰－马什哈德铁路的电气化改造项目，伊朗总统哈桑·羅哈尼出席开工仪式。项目预计将在2021年竣工
，随后还有5年的维护期。本项目将由伊朗基础设施工程集团MAPNA集团、中國機械進出口及苏电集团承建，所需的21亿美元造价，85%由中国提供贷款融资。
德黑兰－马什哈德公路的死亡率每年在2,500人左右，而这段铁路的电气化改造工程每年将拯救1,800名伊朗人的性命。到羅哈尼政府届满，铁路交通将占伊朗交通方式的20%。
财新网在2016年2月14日刊文称，所谓既有线电气化改造是指：此线路现为内燃机车动力牵引，等级较低，速度较慢，一般速度在100公里/时左右；而经过电气化改造后，该线路将使用电力机车牵引，速度将大幅度提升，將來使用中国电力机车，时速可達160公里。

### 與鄰國鐵路聯結
- 阿富汗：（參考阿富汗交通）計劃中。[12]
- 亞塞拜然：（參考亞塞拜然交通）不同軌距鐵路接軌（英语：break of guage），軌距1,435毫米（4英尺8 1⁄2英寸）接1,520毫米（4英尺11 27⁄32英寸）。目前僅連接納希切萬自治共和國，已計劃通到亞塞拜然，可用於建設俄羅斯－伊朗走廊路線，請參考國際南北運輸走廊計劃（英语：International North–South Transport Corridor）。
- 亞美尼亞：（參考亞美尼亞交通）計劃中，不同軌距鐵路接軌，軌距1,435毫米（4英尺8 1⁄2英寸）接1,520毫米（4英尺11 27⁄32英寸）。[13]
- 伊拉克：（參考伊拉克交通（英语：Transport in Iraq））有部分在興建中，有部分在計劃中。
  - 從阿拉克，經過克爾曼沙赫到巴格達的長距離連接路線。
  - 一條約50公里長的段路線連接霍拉姆沙赫爾到巴士拉，預計於2006年完工。
- 巴基斯坦：（參考巴基斯坦交通）不同軌距鐵路接軌，軌距1,435毫米（4英尺8 1⁄2英寸）接1,676毫米（5英尺6英寸）。在伊朗境內從巴姆到扎黑丹原先所無的連接，在2009年完成。
- 土耳其：（參考土耳其交通（英语：transport in Turkey））以鐵路渡輪通過凡湖，軌距1,435毫米（4英尺8 1⁄2英寸）。
- 土庫曼：（參考土庫曼斯坦鐵路）不同軌距鐵路接軌，軌距1,435毫米（4英尺8 1⁄2英寸）/ 1,520毫米（4英尺11 27⁄32英寸）。

公元2014年12月，一條從伊朗通往土庫曼和哈薩克的鐵路線開通。這條鐵路線的開通標誌著伊朗、哈薩克和中國之間的第一條直接鐵路連接，因此，日後在中國與歐洲之間，或有不經俄羅斯的鐵路連接。

### 車鉤，剎車，和電氣化規格
- 車鉤：SA3車鈎
- 剎車：氣壓式
- 電力規格：電氣化鐵路規格25 kV AC（英语：25 kV AC railway electrification system）

## 地铁系統

### 德黑蘭地鐵

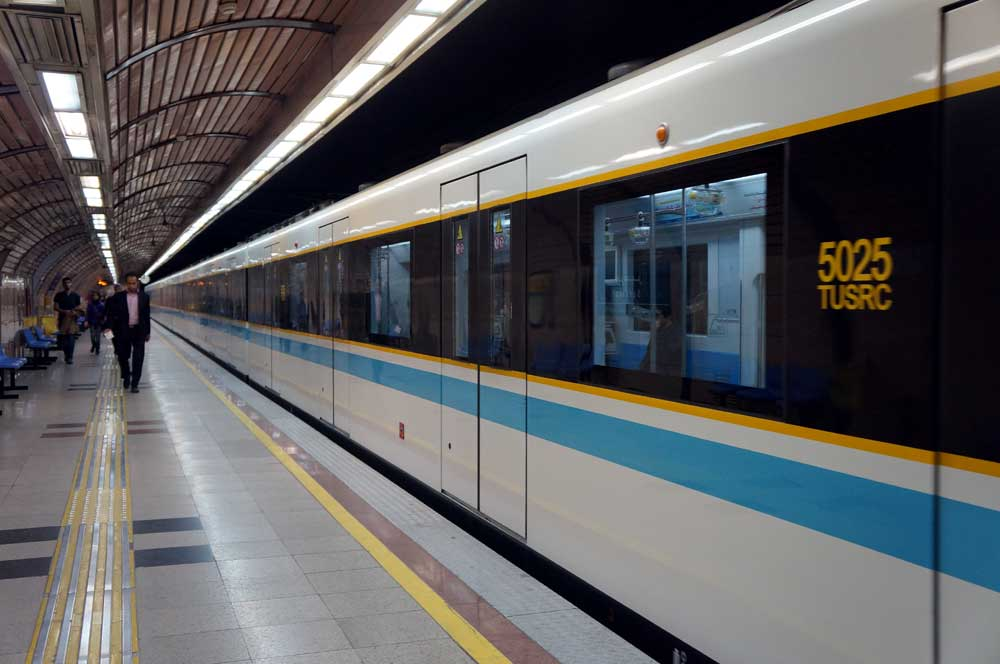
德黑蘭地鐵

德黑蘭地鐵是德黑蘭的捷運系統，每天運送500萬乘客，有七條線路，總長200公里（約120英里），另外兩條正在建設中。一旦總共九條線在2028年全部建成時，地鐵總長度將為430公里（270英里）。地鐵服務時間從早上5:30到晚上23:00，票價為3,000－8,000伊朗里亞爾（0.10－0.30美元），根據行程距離收費。

### 德黑蘭公車捷運系統
德黑蘭公車捷運系統（BRT）於2008年正式啟用，總長度超過150公里，每天運送180萬人次。公車捷運系統共有10條線，並計劃進一步擴建，使總長度達到300公里。德黑蘭公車捷運系統的票價在4,000至9,500伊朗里亞爾（0.15美元至0.35美元）之間。

### 馬什哈德捷運
馬什哈德捷運是當地的城市捷運系統，一號線在1999年開始興建，於2011年4月24日開通。二號線最近也完工，並已開通。此外有四條線正在建設或計劃興建。目前的一條路線每天從早上6:30到晚上21:30運營。它每天載運13萬名乘客，總長為24公里（14.9英里）。

### 伊斯法罕地鐵
伊斯法罕地鐵一號線的建設始於2001年，並於2015年10月15日開放使用。一號線全長11公里。第二條東西向路線正在規劃中。

### 設拉子地鐵
這條地鐵的第一條線自2011年起開始建造，於2014年10月11日正式啟用；長度為10.5公里（6.5英里），有六個車站。 2號線正在興建中，全長15公里（9.3英里）。地鐵目前每天載運50萬人次，由27列有5節車廂的電車營運

### 大不里士地鐵
這個地鐵的第一路線於2015年8月28日開通，全長7公里，設有六個車站。還有一條通向薩漢德市的區域通勤路線在規劃中。一號線從El Goli站向西北走，到Ostad Shahriar站。

### 總長度
伊朗全國的捷運系統總長度為253公里。

## 道路和機動車輛
- 總計：172,927公里（2006年）[18]
  - 鋪砌：125,908公里（包括1,429公里高速公路）
  - 未鋪砌：47,019公里

2010年，伊朗有超過1,100萬輛汽車，其中大部分是本地製造或組裝。截至2015年，有34,000公里的道路提供必備的交通運輸通道，而連接鄉村和農村地區的45,000公里的道路，和100,000公里的鄉間路線，則缺乏維護和保養（預估需要總成本570億美元）。到2020年，伊朗城市人口使用腳踏車作交通用途的比率少於1%

### 道路交通事故
伊朗每年每10萬人的交通死亡人數為24.3人，排名全球第23名（請參考全球各國交通意外死亡比率），是全球排名第1的國家厄立特里亞的一半。就道路交通事故的數目而言，伊朗排名世界第1，每年死傷人數有38,000人。其他資料顯示，在過去6年中，死亡總數為100,000，平均每年死亡人數為20,000（2008年數字）。
交通運輸官員說，交通事故中有46.8％發生在城市內，21.5％在市外，19.5％在農村道路上，4.2％在城市公路上，4.2％在郊區公路上。在德黑蘭交通事故死亡者中，行人佔45％。車禍造成的高比例死亡人數歸咎於超速，車輛不安全，普遍不遵守交通法規，和緊急救援服務不足。
在德黑蘭，摩托車造成50%的噪音污染和40－50％的事故。

## 水道
伊朗並無大型河流，只有在卡倫河“淺水船可從霍拉姆沙赫爾航行到阿瓦士，航程約為180公里（110英里）”阿拉伯河通常可通行水上交通，航程約130公里，目前河道已經疏浚到3公尺深。

## 管線

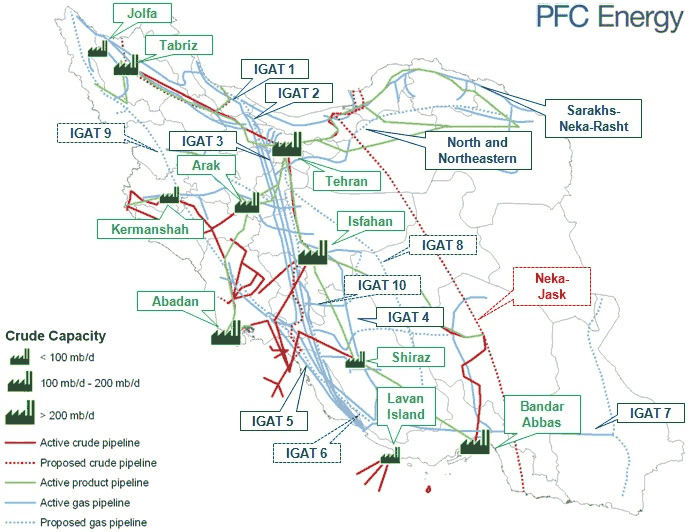
伊朗瓦斯幹線圖

- 液態天然瓦斯7公里，液態/氣態天然瓦斯12公里，汽油19,246公里，液化石油氣570公里，油品7,018公里，提煉油品7,936公里（2008年）[18]
- 伊朗目前[何时？]正在與鄰國巴基斯坦進行談判，預備建設一條通往巴基斯坦的石油和天然氣管線，以促進及整合兩國的經濟，並解決巴基斯坦的能源短缺問題（請參考伊朗-巴基斯坦-印度瓦斯幹線（英语：Iran-Pakistan-India pipeline））。

## 港口和港灣
請參考Free trade zones and special economic zones中#Free trade zones and special economic zones部分

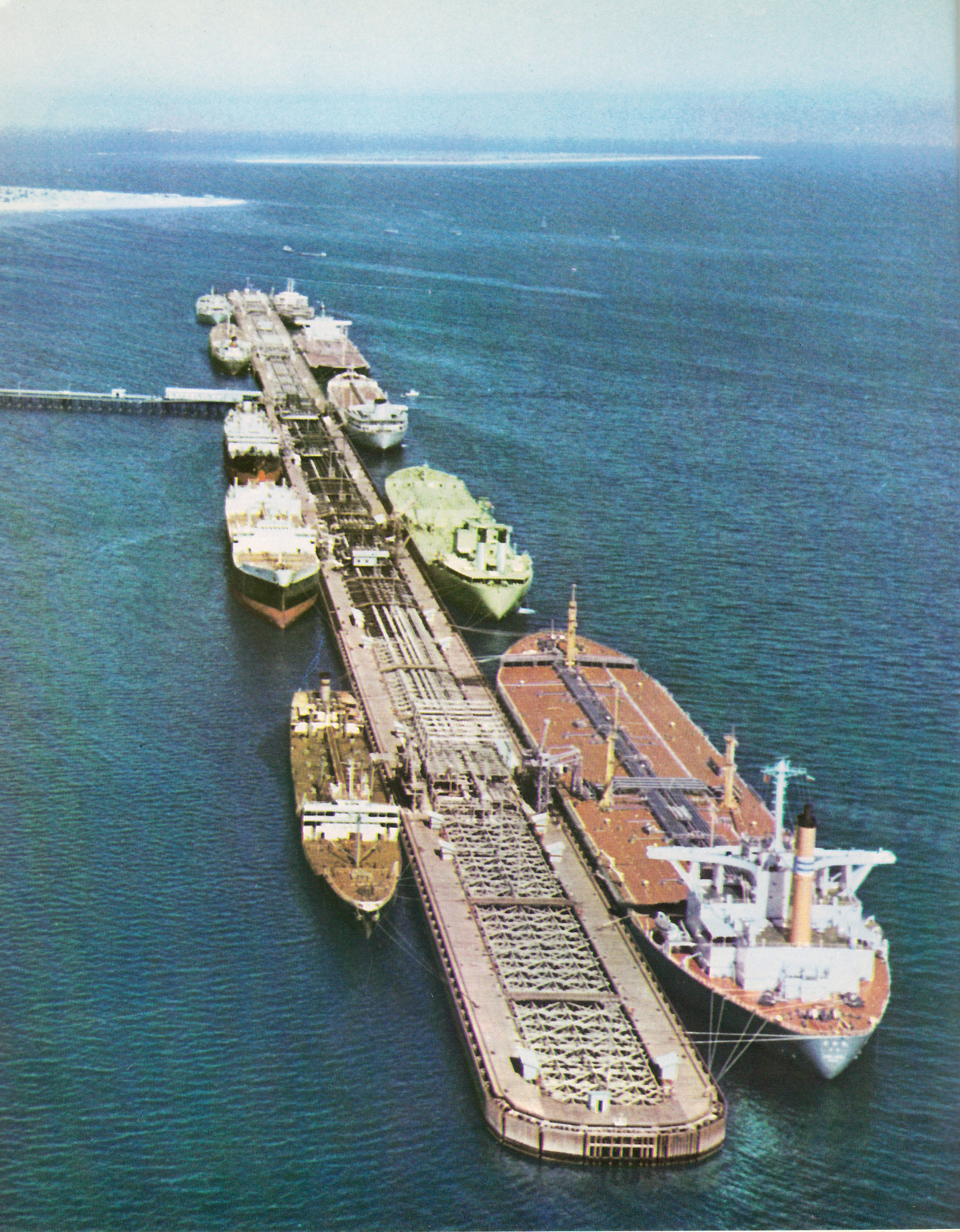
哈爾克島的裝卸碼頭處理伊朗約90%的原油出口（2015年）。

印度-伊朗-阿富汗交通運輸走廊圖

伊朗港口的貨櫃年裝卸能力目前為440萬噸，到2015年底將增加到700萬噸。
港口容量將從2010年的1.5億噸增加到2015年的2億噸。
伊朗港口由港口及航運署（波斯語：سازمان بنادر و دریانوردی，PMO）管理，PMO隸屬於道路與城市建設部。
伊朗的港口有：阿巴丹（1980-88年兩伊戰爭中大部分受到摧毀）、阿瓦士、阿巴斯港、安扎利港（裏海）、布什爾、霍梅尼港、倫格港、馬赫夏赫爾港、托爾卡曼港（裏海）、恰巴哈爾（恰巴哈爾港）、哈爾克島、拉凡島、錫里島、霍拉姆沙赫爾（自1992年11月開始運營縮減）、瑙沙赫爾（裏海）、阿爾萬德凱納爾。其中，主要港口是阿薩盧耶、阿巴斯港、霍梅尼港。
阿巴斯港位於伊朗南部，2010年的裝卸能力為250萬個20呎貨櫃，2016年為330萬個20呎貨櫃，佔伊朗貨櫃吞吐量的90％。阿巴斯港由Shaheed Rajaee港口管理局管理。
位於阿曼灣，距離伊朗與巴基斯坦邊界僅幾十公里的恰巴哈爾港，是伊朗最南端的港口，最近正在擴充中，有部分建設經費來自印度的公共資金。這個港口和伊朗與阿富汗、高加索地區國家、土耳其、俄羅斯聯結的國際南北運輸走廊計劃有關聯。
主要出口碼頭如下：（其後列出裝卸能力）
- 哈爾克島，5,000,000桶/日（790,000立方公尺/日）；
- 拉凡島，200,000桶/日（32,000立方公尺/日）；
- 內卡（裏海），50,000桶/日（7,900立方公尺/日）；
- 阿薩盧耶，250,000桶/日(40,000立方公尺/日) 液態瓦斯；
- 基什島；
- 阿巴丹（又名霍梅尼港）；
- 馬赫夏赫爾港（後面2個港口主要由伊朗國家石化公司（英语：National Petrochemical Company (NPC)）用於石化產品出口）。

伊朗的主要油氣港如下：
- 哈爾克島是伊朗最大和最主要出口港，轉運伊朗大約90％的出口。哈爾克島的裝載量為每天500萬桶。這個碼頭處理所有陸上生產的油品（伊朗重油和輕質混合油）和在Foroozan海上油田生產的油品（Froozan Blend，Froozan 混合油）。哈爾克島碼頭包括主要的T型碼頭、位於哈爾克島西側的Sea Island，以及南側的Dariush碼頭。哈爾克島依靠儲存能力來確保作業均衡，目前的儲存能力預計在2014年將增加到2,800萬桶。[34]
- 拉凡島主要處理來自海上油田的拉凡混合油（Lavan Blend）出口。這是伊朗最高品質的出口產品，也是伊朗最小量的出口產品之一。2013年，拉凡島的平均產量低於100,000桶/天，但拉凡島的設施每天能處理200,000桶原油。拉凡島有個配置兩個泊位的碼頭，最大可容納250,000載重噸的船隻。拉凡島的儲存容量為550萬桶。[34]
- 錫里島是錫里混合油（Sirri Blend）的裝貨港，油品產自同名的海上油田。錫里島碼頭包括一個裝載平台，配備四個裝載臂，可為80,000至330,000載重噸的油輪裝貨。當地的存儲容量為450萬桶。[34]
- 巴里根角（Ras Bahregan）。[34]

## 商船
請參考Industry of Iran中#Naval industry部分
- 總計：76艘（2013年）[35]

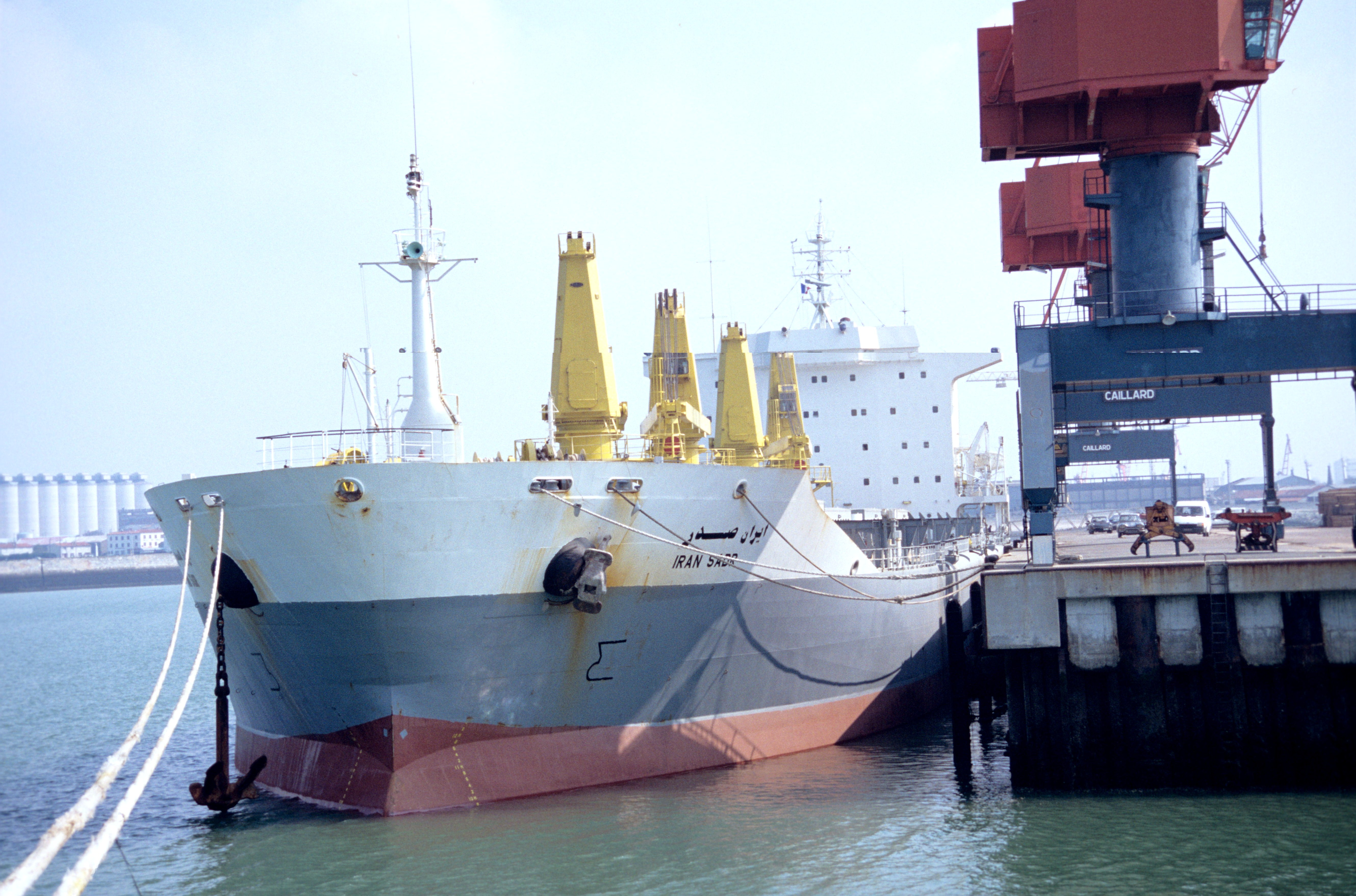
國際海事組織（IMO）有140個國家成員，伊朗排名在前20大之中。

- 按類型分類：散裝船8艘、貨船51艘、化學品船3艘、貨櫃輪4艘、液化瓦斯船1艘、乘客/貨物船3艘、石化產品船2艘、冷凍冷藏船2艘、滾裝船2艘
- 外資獨資：2艘（阿拉伯聯合大公國）

- 在其他國家/地區註冊：71（巴巴多斯5艘、塞浦路斯10艘、香港3艘、馬耳他48艘、巴拿馬5艘）（2010年）[35]
- 在2009-2013年間，運輸費率（對液化天然氣出口很重要）將平均每年增長5.3％。[36]

在接下來的二十年中，伊朗將需要500艘新船，包括120艘油輪，40艘液化天然氣船，和300艘商用船。

## 機場和航空公司

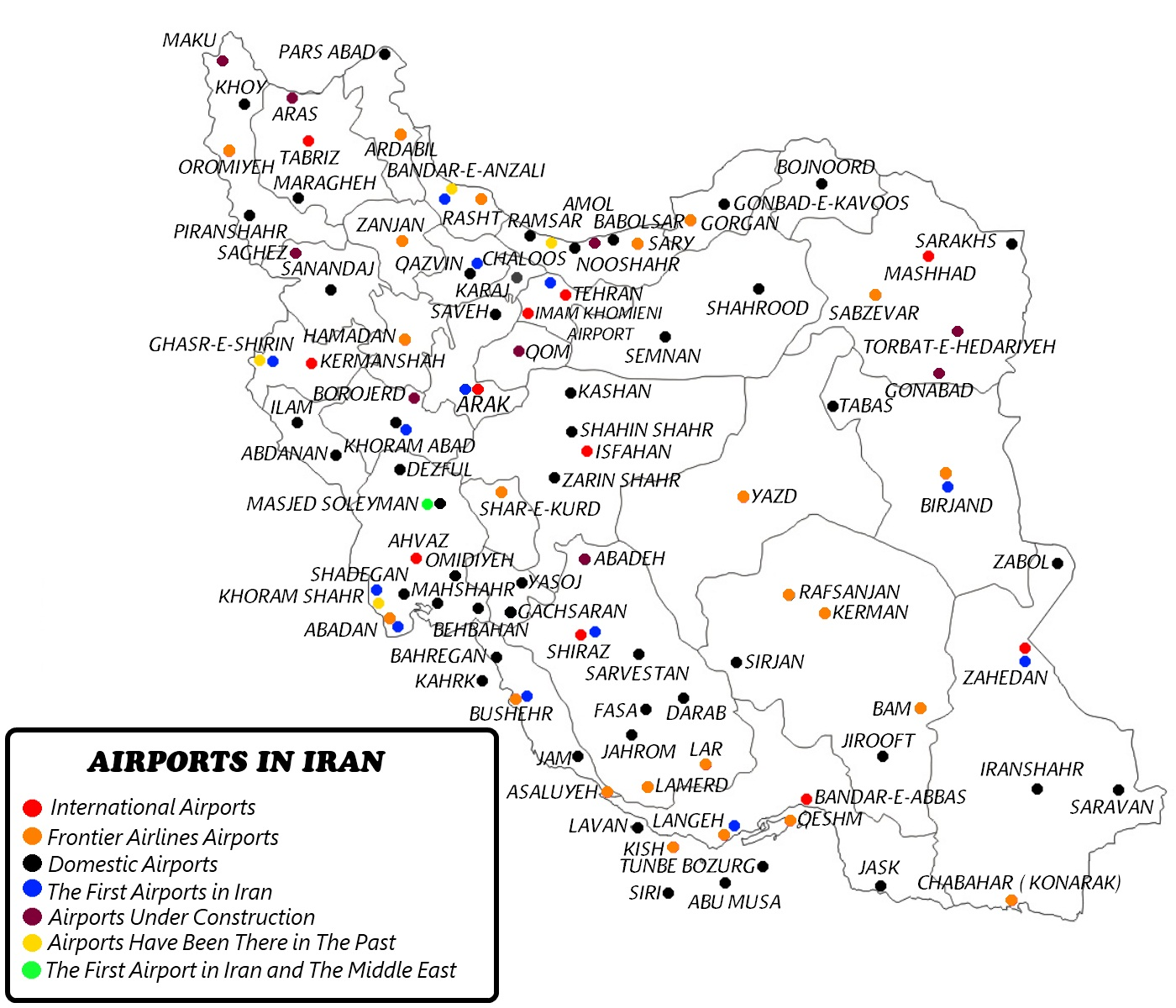
伊朗機場分佈圖。

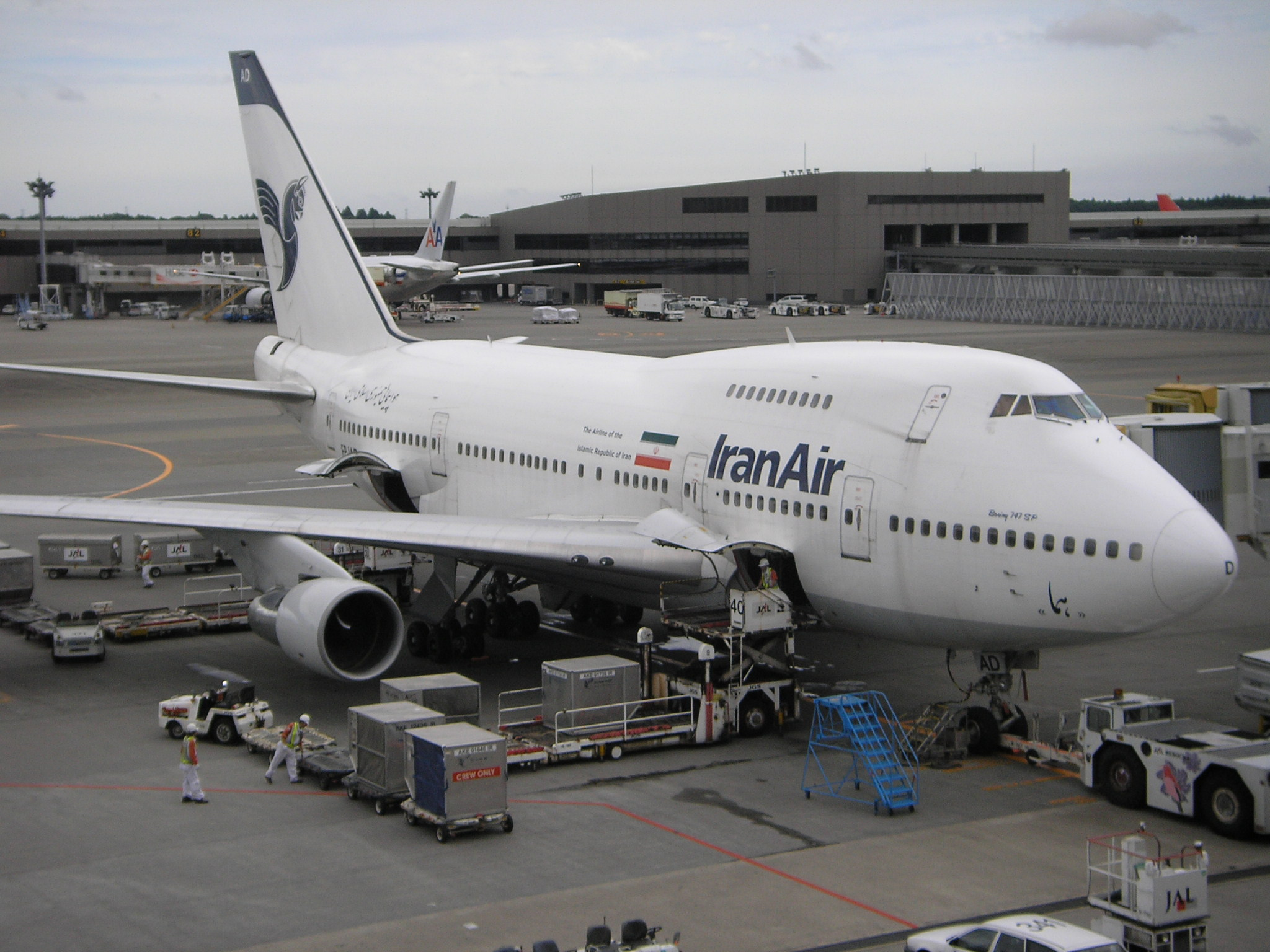
伊朗航空波音747SP（在成田國際機場）

伊朗每年載運約5,000萬航空旅客（2016年）。伊朗持續改善他們機場與國外的聯繫，中央省的阿拉克機場最近開始營運國際航班，伊朗總共有5個國際機場，另外有10個國內航線機場。由於德黑蘭原有的梅赫拉巴德國際機場處理班級能力有限，飛往首都的國際航班在2007年5月開始，已被轉移到緊鄰城外的伊瑪目霍梅尼國際機場（IKIA）。
- 機場：319個（2013年）[35]
- 伊朗有54個“主要”機場（2008年）：8個國際機場，25個國內機場，和21個其他機場（軍用，或私人用）。[39]
- 2008年10月20日至2008年11月20日的一個月中，伊朗全國機場的航班數量有31,088架次：國內10,510架次、國際4,229架次、和過境15,404架次。[40]
- 機場起降旅客容量：7,300萬人（2011年）[41]
- 出發和到達機場的乘客人數：4,010萬人（2011年）[41]
- 非公共部門乘客在國內航班中所佔的比例：60％（2011年）[41]
- 非公共部門乘客在國際航班中的比例：58.7％（2011年）[41]

國家航空公司：
- 伊朗航空每年載運600萬人次（2016年）[7]

### 機場–有舖砌跑道

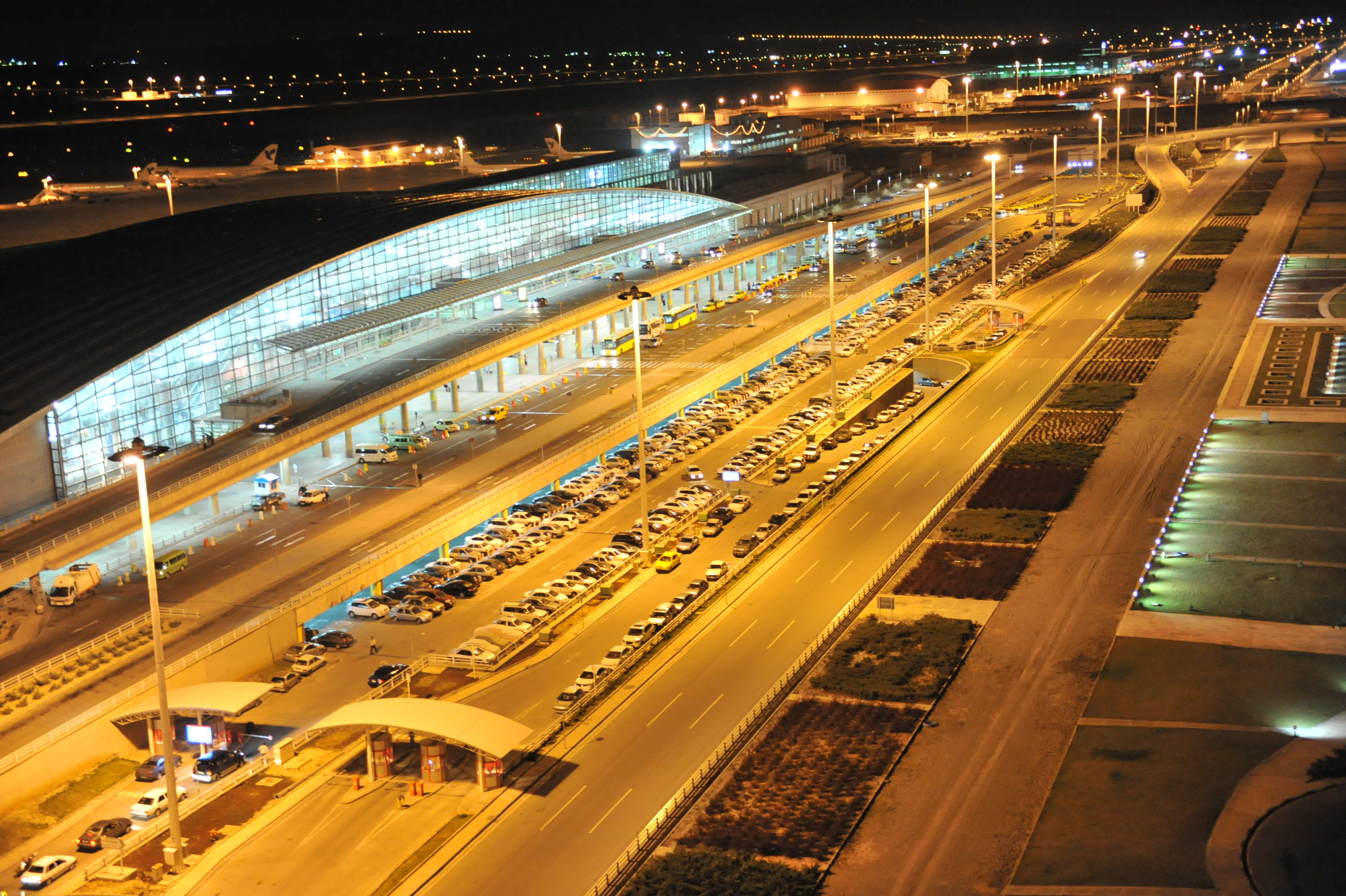
伊瑪目霍梅尼國際機場

總計：140座（2013年）
跑道長度超過3,047公尺：42座
跑道長度在 2,438至3,047公尺間：29座
跑道長度在1,524至2,437公尺：26座
跑道長度在914至1,523公尺：36座
跑道長度在914公尺以下：7座（2013年）

### 機場–無鋪砌跑道
總計：179座（2013年）
跑道長度超過3,047公尺：1座
跑道長度在1,524至2,437公尺：2座
跑道長度在914至1,523公尺：135座
跑道長度在914公尺以下：32座（2013年）

### 直升機場
總計：26座（2013年）

## 相關統計資料
請參考Taxation in Iran中#ariff rates及#Smuggling兩部分。

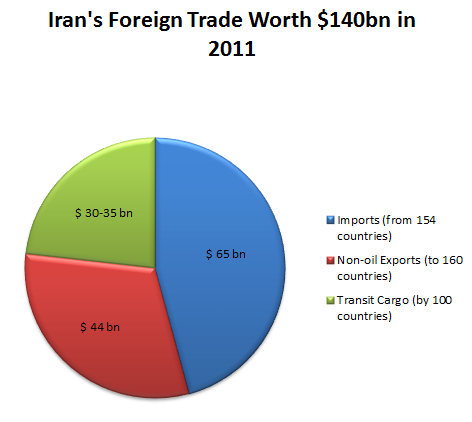
伊朗非石油國際貿易金額（2011年）。

### 人流
請參考Crime in Iran中#Human trafficking部分
- 2011年，約有2,700萬旅客和商人通過海關關卡。[42]
- 超過500萬名旅客主要是通過在梅赫蘭和巴塞甘的邊境檢查站。
- 2002年，抵達伊朗的遊客大約有70％經由陸路，大約有29％經由航空，而不到1％經由海上。[38]

### 大宗商品
請參考伊朗經濟中#International trade部分
- 2011年，來自100個國家/地區的貨物和大宗商品經過伊朗轉運。超過1,050萬噸的石油產品和非石油商品通過陸路（91％通過公路，和9％通過鐵路）和邊界的船運來運送。[42]
- 2010年，來自110個國家的1,000萬噸大宗商品，價值315億美元，通過伊朗轉運到82個目的地。[43][44]
- 2009年，中轉貨物的價值約為250億美元。這個數字佔伊朗GDP的7%。[45]
- 從2009年3月22日至2009年9月22日，通過伊朗轉運的貨物超過300萬噸，價值約113億美元。在來源國方面，中國在數量上排名第一、土庫曼排名第二、烏茲別克排名第三、土耳其排名第四、阿拉伯聯合大公國排名第五。在目的地中，阿富汗排名第一、伊拉克第二、亞塞拜然第三、阿拉伯聯合大公國第四、土庫曼排名第五。[46]
- 鐵路運輸網絡每年轉運的貨物約為3,300萬噸，有2,900萬人次，分別佔該國所有轉運量的9％和11％。[47]
- 每個伊朗人的人均包裹郵件為每年15個（2008年）。[48]
- 每月有一百萬噸的商品、燃料、和以物易物（2008年）運到到國外。[49]

- - 在伊朗，燃料是通過油罐車、鐵路罐車、油輪、以及管線運輸。由400家私營企業擁有近10,000輛油罐車通過公路運輸燃料。2013年，伊朗的油罐車運輸近870億公升燃料。伊朗的油罐車和油輪分別運輸30億公升和80億公升燃料。[50]
  - 在2008年3月20日至11月20日之間，有349.8萬噸非石油商品通過伊朗轉運到國外（79％的商品是通過公路轉運）。[51]

#### 運輸方式
- 伊朗超過90％的進出口，特別是在漁業和石油部門的進出口，都是通過海上運輸進行（2009年）。[52]
- 2008年，通過伊朗轉運的貨物中有84％是通過公路運輸，其餘則是通過鐵路運輸。[53]

#### 入境口岸
- 2011年，就運輸而言，阿巴斯港是該國最活躍的邊境口岸（37％），其次是帕爾維茲汗（Parwezkhan，在與伊拉克接壤的邊界，17％），巴塞甘（9％）和巴什馬格（英语：Bashmaq,Marivan）（7％）。[42]
- 2008年，全國有24個活躍的過境點，除了薩爾達什特（西亞塞拜然省）的Kileh，和南呼羅珊省的Yazdan之外。阿巴斯港在轉運業務中佔40.8％的比例，是轉運貨物中最活躍者。其次是巴塞甘（16.6％），薩拉赫斯（14.1％），安扎利港（9.2％）和匹列-沙瓦（英语：Pileh-Savar）（3.9％）。[2]

#### 經濟效益
- 每噸過境貨物為該國賺取150美元，並創造40個工作機會。[2]通過該國運輸的貨物數量每年有4,000萬噸，讓伊朗賺取120億美元的收入。[43]

### TRACECA
2009年9月，伊朗正式加入歐洲–高加索–亞洲運輸走廊計劃（TRACECA），也稱為“新絲綢之路”。 TRACECA成立於1998年，目的在促進歐洲、高加索、和亞洲之間的經濟關係，以及貿易和運輸通訊。該計劃包括歐盟，和來自東歐和高加索地區的14個成員國（包括伊朗）。伊朗的戰略位置意味著它是歐洲與中亞之間的重要運輸走廊。
2010年8月，伊朗宣布“未簽署TRACECA項目”，並表示取代的是已通過與鄰國達成一系列雙邊協議，來促進改善運輸聯繫。伊朗第一副總統穆罕默德-禮薩·拉希米表示：“如果充分利用該國過境轉運的潛力，它就能帶來與石油[工業]一樣多的收入。”他還宣布，伊朗將在不久的將來通過鐵路來讓中國和歐洲連通。

## 外部連結
Key Organizations
- Ministry of Road and Urban Development Of Iran Official Website （页面存档备份，存于）
- Iran Road Maintenance & Transportation Organization Official Website （页面存档备份，存于）
- Civil Aviation Organization of Iran （页面存档备份，存于）
- Iran Railways Co. （页面存档备份，存于）
- Raja Rail Transport Co Official Website （页面存档备份，存于）
- Ports and Maritime Organization of Iran （页面存档备份，存于）

Statistics
- Iran Logistics Industry Overview （页面存档备份，存于） (Financial Tribune 2017)
- Annual Reviews – Reports by the Central bank of Iran, including statistics about transport in Iran.
- Iran in Maps （页面存档备份，存于） – BBC
- CIA Factbook （页面存档备份，存于） (Iran Transportation Statistics)
- Iran airfields （页面存档备份，存于）
- Privatization and Structure of Iran's Transportation System (2000)
- Comprehensive Transport Study of Iran (CTSI) （页面存档备份，存于） is a master plan for the movement of goods and passengers in Iran.
- List of FDI projects in the transport sector as of 2016 （页面存档备份，存于）

Videos
- Iran's Public Transport and Spread of the Metro System （页面存档备份，存于） – Press TV (2010)
- Iranian transit system （页面存档备份，存于） – Press TV (2011)
- Iran's ship building industry （页面存档备份，存于） – Press TV (2011)
- Iran's subway system （页面存档备份，存于） – Press TV (2012)
- Iran's transit capacity （页面存档备份，存于） – Press TV (2016)